# رویال کنین
رویال کنین (فرانسوی: Royal Canin‎) یک تولیدکنندهٔ فرانسوی غذای سگ و گربه است. این شرکت که یکی از زیرمجموعه‌های مارس اینکورپوریتد است، تحقیقاتی را نیز در زمینهٔ فرمول‌بندی و آزمایش نژاد و نیازهای تغذیه‌ای خاص سگ‌ها و گربه‌ها انجام می‌دهد.
ژان کاتاری، جراح دامپزشک فرانسوی، پس از آن که با تغذیهٔ حیوانات خانگی با رژیم غذایی مبتنی بر غلات، که آن را در گاراژ خانهٔ خود تهیه کرده بود، موفق به درمان درمان تعدادی از بیماری‌های پوستی آن‌ها شد، این شرکت را تأسیس کرد. پس از وارد کردن یک اکسترودر از ایالات متحدهٔ آمریکا، این شرکت به اولین شرکتی تبدیل شد که در فرانسه اقدام به تولید غذای خشک حیوانات خانگی می‌کرد. تولید این شرکت، که هدف اصلی آن پرورش‌دهندگان بودند، به‌طور پیوسته افزایش یافت و محصولات نیز به‌طور گسترده‌تری در بازار اروپا عرضه شدند. رویال کنین در سال ۱۹۷۲ به گروه گایومارک فروخته شد و پیش از آن که در سال ۱۹۹۰ توسط بانک پاریبا خریداری شود، یک دورهٔ دیگر از گسترش فعالیت، به‌خصوص در زمینهٔ تحقیق و توسعه را پشت سر گذاشت. سهام این شرکت در بورس اوراق بهادار فرانسه عرضه شد، اما بعد از فروخته‌شدن آن به مارس اینکورپوریتد در سال ۲۰۰۱، از این بورس حذف شد.

## تاریخچه
این شرکت در سال ۱۹۶۸ توسط ژان کاتاری، جراح دامپزشک فرانسوی تأسیس شد. او صاحب یک مطب دامپزشکی در روستایی در منطقهٔ گار فرانسه بود و نگران بود که حیوانات خانگی بسیاری از مردم با مشکلات سلامتی مختلف، به‌ویژه مشکلات پوستی مواجه شوند. کاتاری که متقاعد شده‌بود علت این مشکلات مرتبط با رژیم غذایی است، دستورالعملی بر پایهٔ غلات ابداع کرد و آن را در فری در گاراژ خود تهیه کرد.
این رژیم با موفقیت مشکلاتی که حیوانات خانگی با آنها روبرو بودند را کاهش داد، و از همین رو کاتاری در سال ۱۹۶۸ این غذا را با علامت تجاری «رویال کنین» به ثبت رساند. او مطب دامپزشکی خود را تعطیل کرد تا بر تولید و توزیع این خوراک تمرکز کند. به‌واسطهٔ وارد کردن یک اکسترودر از ایالات متحدهٔ آمریکا، شرکت رویال کنین به نخستین تولیدکنندهٔ غذای خشک حیوانات خانگی در فرانسه و نخستین شرکت اروپایی که از اکسترودر استفاده می‌کرد، تبدیل شد. بازار هدف در درجهٔ اول شامل پرورش‌دهندگان و انجمن‌های ژرمن شپرد بود؛ رویال کنین، برای تبلیغ محصول خود، به تبلیغات تلویزیونی روی آورد؛ روشی که توسط رقبای رویال کنین مورد استفاده قرار نگرفته‌بود.

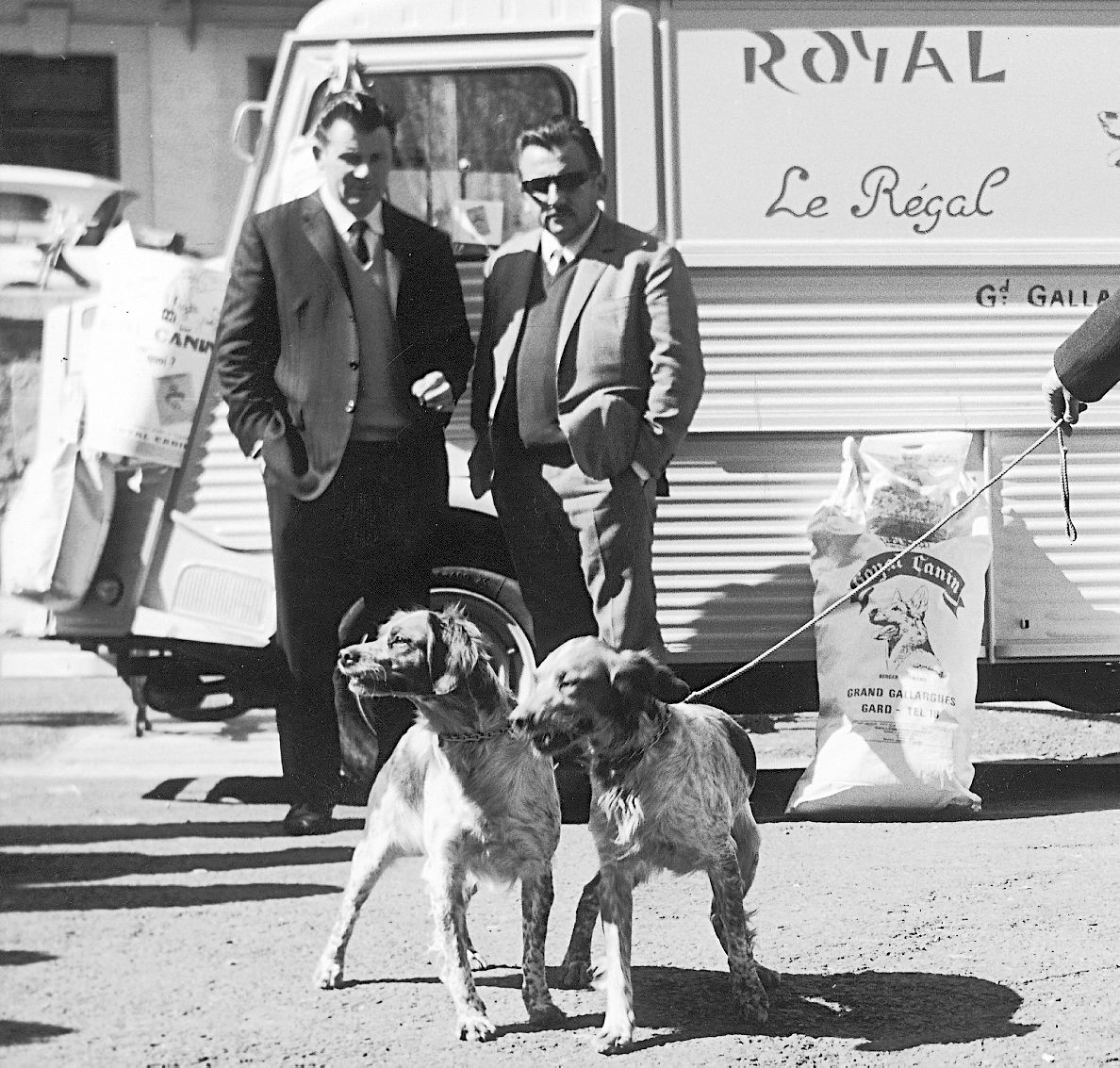
ژان کاتاری، دامپزشک فرانسوی (سمت چپ) رویال کنین را در سال ۱۹۶۸ تأسیس کرد

حجم تولید شرکت به‌طور پیوسته رو به افزایش گذاشت و در سال ۱۹۷۰، این شرکت با نام «رویال کنین اس. ای» ثبت شد. یک کارخانهٔ بزرگ‌تر نیز در ایمارگوئس راه‌اندازی شد و توزیع در سراسر اروپا آغاز شد. چهل نفر به‌عنوان کارکنان شرکت برای تولید سالانهٔ پنج هزار و پانصد تن خوراک حیوانات خانگی به استخدام شرکت درآمدند. یک شرکت تابعه به نام رویال کنین ایبریکا نیز در اسپانیا تأسیس شد. کاتاری در مارس ۱۹۷۲ شرکت را به گروه گایومارک فروخت، گایومارک یک تجارت بسیار بزرگ‌تر و خانوادگی در زمینهٔ خوراک حیوانات بود که توسط ژان گایومارک در سال ۱۹۵۴ پایه‌گذاری شده‌بود و در تولید خوراک دام تخصص داشت.
در دوره‌ای که رویال کنین تحت مالکیت گایومارک قرار داشت، این شرکت شاهد گسترش قابل توجه، به‌ویژه در زمینهٔ تحقیق و توسعه بود. در طول سال ۱۹۷۳، یک مرکز تحقیقاتی اختصاصی در سن-نولف، بریتانی، افتتاح شد. طی ده سال منتهی به سال ۱۹۸۲، شرکت‌های تابعهٔ دیگری نیز در سایر کشورهای اروپایی راه‌اندازی شدند. این کشورها شامل ایتالیا، سوئد، بلژیک، اسپانیا، آلمان و دانمارک می‌شدند. کارخانهٔ دیگری نیز در شمال فرانسه برای پشتیبانی از فروش در کشورهای شمال اروپا تأسیس شد.
گروه شرکت‌های گایومارک در سال ۱۹۹۰ توسط بانک پاریبا خریداری شد. رویال کنین در سال ۱۹۹۳ شاهد از دست دادن ارزش سهام خود بود؛ در سال بعد، گروه گایومارک به چهار کسب‌وکار جداگانه تقسیم شد که نام رویال کانین بر روی یکی از آنها باقی ماند. بانک پاریبا تصمیم به فروش رویال کنین گرفت، اما رئیس بانک موفق شد بانک را قانع کند تا به‌جای فروش این شرکت، آن را در بورس اوراق بهادار پاریس فهرست کند؛ چیزی که در نهایت در سال ۱۹۹۷ به اتفاق افتاد. چهل و سه درصد از سهام شرکت در بازار سهام عرضه شد و باعث شد تا ارزش شرکت چهار و نیم میلیارد فرانک افزایش یابد. درآمد اضافی جمع‌آوری‌شده، بودجهٔ کافی را برای خریداری شرکت غذای حیوانات خانگی کراون در سال ۱۹۹۹، و نشان تجاری جیمز وبلیلاود در سال ۲۰۰۰ را فراهم کرد.
بانک پاریبا در ژوئیهٔ ۲۰۰۱ سهم خود از این شرکت را به قیمت بیش از یک و نیم میلیارد یورو به مارس اینکورپوریتد فروخت. عمدهٔ این مبلغ، که تقریباً برابر با نود و سه درصد بود، بابت «حسن تفاهم» پرداخت شد. کمیسیون اروپا تنها در صورتی با تصاحب شرکت توسط مارس موافقت کرد که رویال کنین برخی از دارایی‌های خود را به آگرولیمن، که یک شرکت اسپانیایی بود، واگذار کند. رویال کنین پس از تصاحب توسط مارس از فهرست بورس اوراق بهادار خارج شد.
در مارس ۲۰۰۴، رویال کنین نشان‌های تجاری غذایی آی‌وی‌دی، مدی-کال و تکنی-کال، که برندهای درجه-دامپزشکی در ایالات متحده و کانادا بودند را از شرکت مواد غذایی دل مونته به مبلغ ۸۲٫۵ میلیون دلار خریداری کرد.
این شرکت یکی از برندهای متعددی بود که تحت تأثیر فراخوان‌های غذای حیوانات خانگی در سال ۲۰۰۷ قرار گرفت. تا ۳۰ آوریل ۲۰۱۲، سازمان غذا و داروی ایالات متحده هیچ فراخوان دیگری در کلاس‌های ۱، ۲ یا ۳ از سوی رویال کنین را گزارش نکرده بود.
تا سال ۲۰۰۸، ۸۰ درصد از درآمد یک و نیم میلیارد یورویی رویال کنین از فروش در خارج از فرانسه به‌دست آمده‌بود. تعداد کارکنان این شرکت در سراسر جهان تا آن زمان در حدود چهار هزار و پانصد نفر بود.

## پژوهش
رویال کنین خوراک‌های خود را بر پایهٔ تحقیقات علمی تولید می‌کند و نخستین مرکز تحقیقاتی خود را در سال ۱۹۷۳ در سن-نولف راه‌اندازی کرد. این شرکت در اواخر دههٔ ۱۹۸۰ یک مرکز تحقیقاتی دیگر را در میزوری تأسیس کرد و مرکز پژوهشی دیگری نیز در برزیل راه‌اندازی شد. محصولات رویال کنین بر روی یک «گروه تمرکز» متشکل از ۸۰ گربه و ۲۵۰ سگ آزمایش می‌شوند. دانیل کلوش، یکی از دانشمندانی بود که در ابتدا در مرکز تحقیقاتی این شرکت در فرانسه کار می‌کرد و به عنوان «یکی از پیشگامان پژوهش پیرامون اختلال‌ها و بیماری‌های مرتبط با استخوان در میان سگ‌ها» شناخته می‌شود. تحقیقات نشان داده‌است که مشکلات استخوانی در سگ‌های بزرگ می‌تواند با رژیم غذایی مرتبط باشد؛ بنابراین ترکیبات مختلفی برای رفع این مشکل توسعه داده‌شدند. در سال ۱۹۸۰، رویال کنین خوراک جدیدی به نام ای‌جی‌آر را به‌طور خاص برای توله سگ‌هایی که در دستهٔ نژادهای بزرگ قرار می‌گرفتند، عرضه کرد. در آن زمان، این شرکت توجه خود را به سمت تولید غذاهای مخصوص گربه برای مطابقت با نیازهای غذایی خاص نیز معطوف کرد.
هانری لاگارد در طول دههٔ ۱۹۹۰ رئیس هیئت مدیرهٔ این شرکت بود و هدایت روند اجرای سه سیاست اصلی آن را بر عهده داشت. در ابتدا، فیزیولوژی و بیولوژی حیوانات خانگی باید مورد مطالعه قرار می‌گرفت تا سطح دانش شرکت افزایش یابد. در مرحلهٔ دوم، همهٔ محصولات باید با هدف برطرف‌کردن نیازهای خاصی عرضه می‌شدند. بخش تحقیق و توسعه دارای یک دستورالعمل اجباری بود که در آن آمده بود: «هیچ دامپزشک یا دانشگاهی نباید قادر به رد هیچ‌یک از استدلال‌های تغذیه‌ای رویال کنین باشد»؛ دستورالعملی که سیاست دوم شرکت را تأیید می‌کرد. و در نهایت، با حیوانات و نیازهای تغذیه‌ای آنها به جای برخوردی انسان‌وار، باید با «دانش و احترام» رفتار شود. عبارت «دانش و احترام» در آن زمان به‌عنوان شعار شرکت انتخاب شد.

### نشریه‌های دامپزشکی و بازبینی‌شده
رویال کنین، با کمک دانشگاهیان، دانشنامه‌هایی دربارهٔ نژادهای سگ و گربه نیز تولید می‌کند که به پانزده زبان نیز ترجمه شده‌اند. همچنین کتاب‌هایی در زمینهٔ اصلاح نژاد و تغذیه و نشریه‌هایی با تمرکز بر پرورش‌دهندگان و جراحان دامپزشکی نیز از سوی این شرکت عرضه می‌شوند. رویال کنین همچنین فصلنامه‌ای علمی با عنوان فوکوس را منتشر کرده‌است که به یازده زبان مختلف، به دست بیش از هفتاد هزار دامپزشک در سراسر جهان رسیده‌است. فوکوس اکنون با نام مجلهٔ فوکوس دامپزشکی شناخته می‌شود. علاوه بر این، هزار و چهارصد و پنجاه مقالهٔ دامپزشکی نیز برای مرکز تغذیهٔ حیوانات خانگی والتهام توسط رویال کنین تولید شده‌است.

## جذب نیروی متخصص و حمایت مالی
در سال ۱۹۹۴، لاگارد به این نتیجه رسید که این شرکت باید با «متخصصان» سروکار داشته‌باشد. او اصرار داشت که واژهٔ «سنتی» هرگز نباید به‌کار رود و بنابراین، این کلمه از تمام اسناد و پرونده‌های رایانه‌ای حذف شد و در عوض با واژهٔ «متخصص» جایگزین شد.
این شرکت دارای تیم‌هایی از تکنسین‌های دامپزشکی آموزش‌دیده‌است که به پرورش‌دهندگان و سایر افراد متخصص کمک و مشاوره ارائه می‌دهند. رویال کنین عنوان توصیفی جدید «سینوتکنسین» را برای معرفی تیم‌های فروش آموزش‌دیدهٔ خود ابداع کرده‌است که از پیش به خوبی تثبیت شده‌اند و به مسائل مرتبط با سگ‌ها علاقه داشته‌اند. برخی از این افراد پیش از این داور برنامه‌های تلویزیونی بوده‌اند یا این که به‌دلیل مهارت‌های پرورشی خود، شهرت بین‌المللی کسب کرده‌اند. شرکت رویال کنین همچنین هر ساله از هزاران نمایش گربه و سگ حمایت می‌کند و در برخی از آن‌ها نیز شرکت می‌کند. این شرکت در سال ۲۰۰۹ از حمایت مالی رویداد مسابقهٔ قهرمانان بریتانیا کناره‌گیری کرد، اما گفته شد که حمایت مالی خود از نمایش سگ‌ها را افزایش می‌دهد.
فور پاوز، که یک گروه بین‌المللی حمایت از حیوانات بود، در سال ۲۰۱۳ رویال کنین را به حمایت مالی از رویدادهایی که شامل طعمه‌گذاری خرس‌ها به‌طور غیرقانونی در اوکراین نیز می‌شد، متهم کرد. رویال کنین این ادعاها را تأیید کرد و قول داد تا نسبت به پایان دادن به حمایت مالی خود از چنین رویدادهایی اقدام کند. متعاقباً، شرکت رویال کنین متعهد شد که از نجات خرس‌های مورد استفاده حمایت کند و برای تعیین طرح دقیق پروژه، مذاکراتی را با این گروه آغاز کرد.

## کارخانه‌ها
دفتر مرکزی رویال کنین در ایمارگوئس در جنوب فرانسه واقع شده‌است. علاوه بر ایمارگوئس، رویال کنین دارای دوازده مرکز تولید دیگر در سراسر جهان نیز هست که شامل کارخانه‌های واقع در کمبره در شمال فرانسه؛ ژوهانسبورگ، آفریقای جنوبی؛ دسکالوادو، برزیل؛ و گونسالس کاتن، در نزدیکی بوئنوس آیرس، آرژانتین نیز می‌شود.
کارخانهٔ واقع در رولا، میزوری، فقط غذای خشک حیوانات خانگی را تولید می‌کند. رویال کنین به دلیل «نقض قانون آب پاک» در این مجموعه در سال ۲۰۰۵ جریمه شد.
در سال ۲۰۰۴، تأسیسات تولید رویال کنین در دمیتروف، در نزدیکی مسکو، روسیه افتتاح شد. رویال کنین ۱۲ میلیون یورو در ساخت این کارخانه سرمایه‌گذاری کرد و پیش‌بینی کرد که این کارخانه بتواند تولید سالانهٔ شرکت را ۲۲ هزار تن در سال برساند.
دولت لهستان اعلام کرد که قرار است در فوریهٔ ۲۰۰۶ ساخت یک کارخانهٔ پنجاه میلیون یورویی رویال کنین در نیپلومیتز، لهستان آغاز شود که برای بیش از یکصد و پنجاه نفر فرصت شغلی ایجاد می‌کند. در زمان اعلام این خبر از سوی دولت لهستان، این کارخانه به عنوان «نهمین و مدرن‌ترین کارخانهٔ در میان تمامی کارخانه‌های متعلق به شرکت» شناخته شد. این موضوع به‌دلیل آزمایشگاهی بود که قرار بود در طراحی این کارخانه گنجانده شود.
اولین تأسیسات این شرکت در بریتانیا، در دسامبر ۲۰۰۷، یعنی دو سال دیرتر از زمان مورد انتظار، در کسل کری، در نزدیکی بریستول افتتاح شد. انتظار می‌رفت که تولید سالانه برابر با دو هزار تن باشد که هشتاد فرصت شغلی ایجاد می‌کرد. اگرچه برخی از ساکنان محلی به وجود این کارخانه در منطقه معترض بودند، اما برخی دیگر از این تأسیسات استقبال کردند. پس از آغاز تولید محصول در این کارخانه، شکایت‌هایی مبنی بر «بوی غیرقابل تحمل» به آژانس محیط زیست ارائه شد. این شرکت، در تلاش برای رفع این مشکل، فیلترهای کربن و یک کندانسور جدید را با هزینهٔ یک میلیون پوند در این تأسیسات نصب کرد.
در سال ۲۰۰۸، این شرکت هفتاد و سه میلیون دلار برای ساخت کارخانه‌ای در گوئلف، انتاریو، کانادا سرمایه‌گذاری کرد.
کارخانهٔ واقع نورت سو سیتی، داکوتای جنوبی، ایالات متحدهٔ آمریکا، در ابتدا در سال ۲۰۰۷ توسط مارس خریداری شده‌بود و با نام تجاری مارس پت‌کر مشغول به کار بود. این نشان تجاری سپس در سال ۲۰۱۱ به رویال کنین تغییر نام داد که هم غذای خشک و هم غذای تر برای حیوانات خانگی تولید می‌کرد.
دوازدهمین مرکز تولید رویال کنین، که در شانگهای، چین واقع شده‌است، در پایان سال ۲۰۰۹ به‌طور کامل ساخته‌شد.